# Kosten (boekhouding)
Kosten zijn in de boekhouding en de jaarrekening alle posten die aan de debetzijde (in min) van het resultaat geboekt worden.
De kosten die in een bedrijf worden gemaakt kan men op verschillende wijzen classificeren:
- Indeling naar kostensoorten en/of kostenplaatsen
- Indeling in constante kosten en variabele kosten
- Indeling in directe kosten en indirecte kosten

## Kostensoorten
Dit is de indeling die in de Belgische jaarrekening (verlies & winst) wordt voorgeschreven.
Enkele voorbeelden: 
- personeelskosten (lonen, sociale lasten, hospitalisatieverzekering, etc.)
- afschrijvingen (van gebouwen, meubilair, informaticamateriaal, etc.)
- publiciteitskosten
- aankopen grond- en hulpstoffen
- voorraadwijzigingen

Men kijkt hier alleen naar de soort kost en men kijkt niet naar:
- voor welk (eind)product of klant of verkoopregio deze kosten zijn gemaakt
- waar (in welke afdeling) deze kosten zijn gemaakt

## Constante kosten en variabele kosten
Hier worden de kosten verder onderverdeeld volgens hun gedrag ten opzichte van de output (= aantal eenheden productie of aantal eenheden verkoop ) Variabele kosten blijven quasi constant per eenheid output. Met andere woorden: stijgt de output, dan zal ook het verbruik van deze kosten stijgen. 
Typische voorbeelden:
- verbruik van grond- en hulpstoffen in een productiebedrijf (hoe meer er wordt geproduceerd, hoe meer grondstoffen er nodig zijn)
- de benzinekosten van een auto (hoe meer gereden kilometers, hoe groter de totale benzinerekening, maar het aantal liters benzine dat per een gegeven afstand wordt verbruikt blijft ongeveer constant)

Constante kosten variëren binnen bepaalde grenzen niet met de grootte van de output. Met andere woorden: stijgt de output, dan zal de kostprijs per eenheid output dalen. Typisch voorbeeld:
- de jaarlijkse autoverzekering: of iemand nu 1.000 km of 50.000 km per jaar rijdt, hij betaalt jaarlijks een vast bedrag maar de kostprijs per km is in het ene geval veel hoger dan in het andere.
- afschrijvingen van het machinepark

Noot: alleen als bepaalde grenzen worden overschreden zal een vaste kost wijzigen. Voorbeeld: iemand voorziet een grote productiestijging waardoor hij een bijkomende machine moet aanschaffen en waardoor zijn jaarlijkse afschrijvingen ook verhogen.

## Directe kosten en indirecte kosten
Directe kosten kunnen onmiddellijk worden toegewezen aan het object (eindproduct, afdeling, klant, etc.) waarvoor de kostprijs wordt berekend. Bij indirecte kosten kan dat niet: daarvoor is een verdeelsleutel nodig. Typische voorbeelden:
- Wanneer een bepaalde machine slechts één soort eindproduct kan fabriceren, dan kunnen de kosten van deze productiemachine direct worden toegewezen aan dat eindproduct.
- Afschrijvingen gebouwen: wanneer er meerdere machines in een productiehal staan dan dienen de afschrijvingen van het gebouw over die verschillende machines te worden versleuteld. Een typische verdeelsleutel in dit geval is het aantal m² dat elke machine in beslag neemt.